# Sullivan County (New Hampshire)

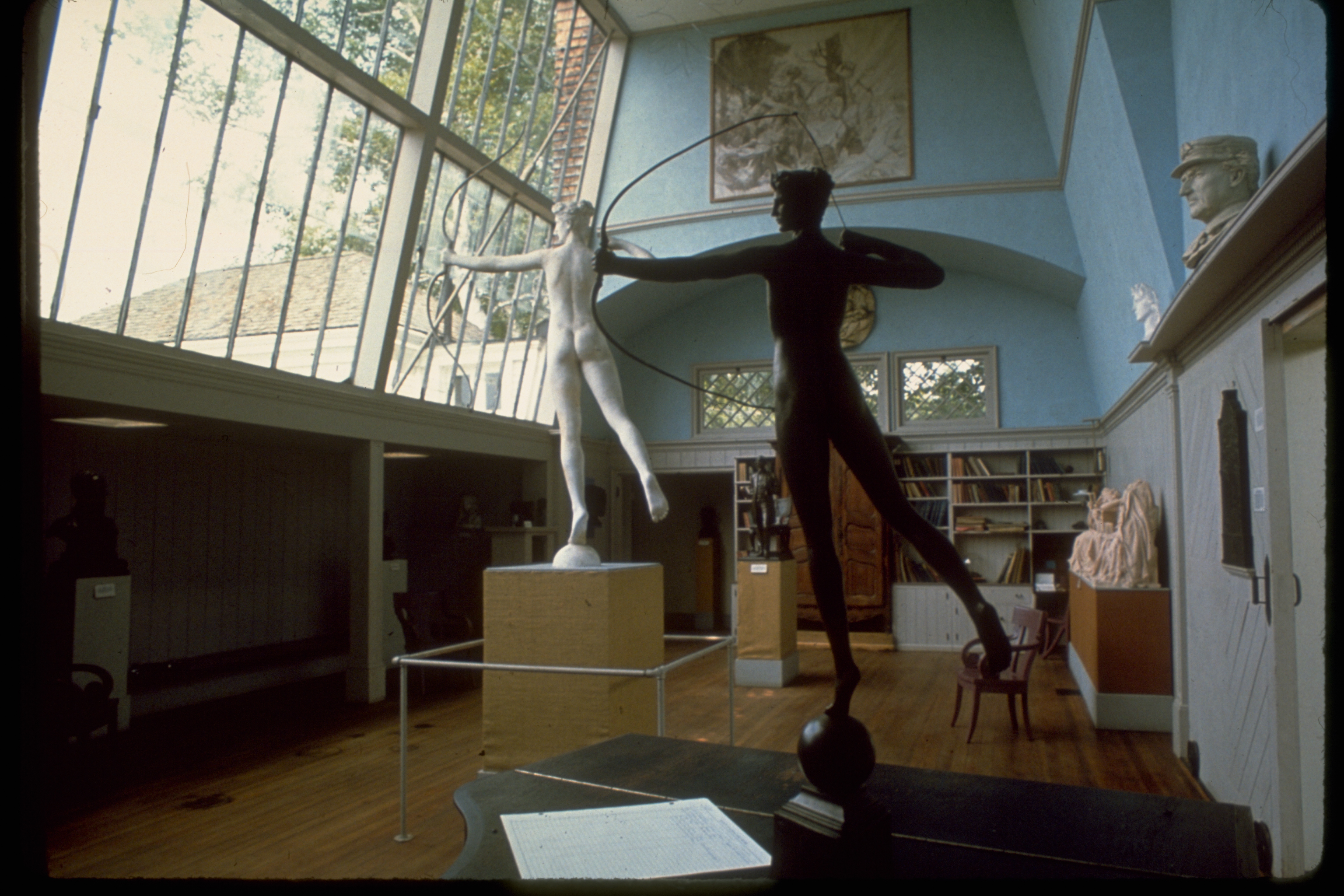
Statuen im Saint-Gaudens National Historical Park

Sullivan County ist ein County im US-Bundesstaat New Hampshire. Der Verwaltungssitz (County Seat) ist Newport. Mit Stand von 2020 hatte Sullivan County 43.063 Einwohner.

## Geschichte
Das Sullivan County wurde 1827 in Newport aus dem nördlichen Teil des Cheshire Countys gebildet. Benannt wurde es nach John Sullivan, einem General der US-Armee während des Unabhängigkeitskrieges.
Im Sullivan County liegt ein National Historical Park, der Saint-Gaudens National Historical Park. Ein weiterer Ort im County hat den Status einer National Historic Landmark, der Salmon P. Chase Birthplace. 67 Bauwerke und Stätten des Countys sind insgesamt im National Register of Historic Places eingetragen (Stand 14. Februar 2018).

## Bevölkerungsentwicklung
| Jahr      | 1980   | 1990   | 2000   | 2010   | 2020   |
| --------- | ------ | ------ | ------ | ------ | ------ |
| Einwohner | 36.097 | 38.592 | 40.458 | 43.742 | 43.063 |

## Geographie
Das County erstreckt sich über eine Fläche von 1.429 Quadratkilometern; davon sind 38 Quadratkilometer Wasserflächen.
Nachbar-Counties
- Grafton County, Norden
- Merrimack County, Osten
- Hillsborough County, Südosten
- Cheshire County, Süden
- Windham County (Vermont), Südwesten
- Windsor County (Vermont), Westen

## Städte und Gemeinden
Sullivan County teilt sich in eine City und 14 Towns; beide Begriffe werden ins Deutsche mit Stadt übersetzt. Die Angaben hinter den Ortsnamen sind die Einwohnerzahlen der Volkszählung von 2020.
City
- Claremont, 12.949

Towns
| - Acworth, 853 - Charlestown, 4.806 - Cornish, 1.616 - Croydon, 801 - Goshen, 796 | - Grantham, 3.404 - Langdon, 651 - Lempster, 1.118 - Newport, 6.299 - Plainfield, 2.459 | - Springfield, 1.259 - Sunapee, 3.342 - Unity, 1.518 - Washington, 1.192 |